# نووتیموشکینو
نووتیموشکینو (به لاتین: Novotimoshkino) یک منطقهٔ مسکونی در روسیه است که در باشقیرستان واقع شده‌است.